# Liste der Auszeichnungen von Lady Gaga

Lady Gaga (2010)

Dies ist eine Übersicht über die Auszeichnungen der US-amerikanischen Pop-Sängerin Lady Gaga, für die Übersicht aller Plattenauszeichnungen siehe Lady Gaga/Auszeichnungen für Musikverkäufe.
| Land                   | Preise |
| ---------------------- | ------ |
| Belgien                | 6      |
| Brasilien              | 1      |
| Volksrepublik China    | 2      |
| Deutschland            | 8      |
| Finnland               | 2      |
| Frankreich             | 3      |
| International          | 62     |
| Italien                | 1      |
| Irland                 | 1      |
| Japan                  | 17     |
| Kanada                 | 4      |
| Mexiko                 | 5      |
| Russland               | 5      |
| Polen                  | 2      |
| Schweden               | 1      |
| Schweiz                | 1      |
| Spanien                | 2      |
| Thailand               | 2      |
| Ungarn                 | 1      |
| Vereinigte Staaten     | 167    |
| Vereinigtes Königreich | 32     |
| Insgesamt              | 326    |

## Belgien

### MTV Belgium Music Awards
- 2009: für „International Best New Artist“
- 2009: für „International Female Artist“
- 2009: für „International Pop Artist“

### TMF Awards
- 2009: für „Best Female Artist International“
- 2009: für „Best Pop International“
- 2009: für „Best New Artist International“

## Brasilien

### MTV Video Music Brazil
- 2011: für International Artist of the Year

## China

### ASSOS Awards
- 2012: Top 5 Singles (Marry the Night)
- 2012: Top 5 Albums (Born this way)

## Deutschland

### Bambi
- 2011: „Pop International“

### CMA-WAY Awards
- 2010: „Silber“ für „Bestes Album International“ (The Fame Monster)

### Diva Award
- 2010: für „DIVA - Publikumspreise: Der deutsche Musikpreis“

### Echo
- 2010: für „Beste Künstlerin International“
- 2010: für „Hit des Jahres 2009“
- 2010: für „Beste Newcomerin International“

### red! Star-Award
- 2010: für „Bestes Promifoto“

### OK! Style Award
- 2009: im Bereich „Entertainment“

## Finnland

### Emma Awards
- 2012 für „Foreign Artist of the Year“

### Minna Parikka-Designed Awards
- 2010: für ihr Album „The Fame(Monster)“

## Frankreich

### iTunes
- 2010: Best Album (The Fame Monster)

### NRJ Music Awards
- 2010: „International Revelation of the Year“
- 2011: „Video of the Year“ (Telephone)

## International

### ADL-Awards
- 2015: für „Making a Difference“

### Guinness World Records
- 2009: für „Most Cumulative Weeks on the UK Singles Chart in One Year“ („Just Dance“, „Poker Face“, „Poker Face“ und „Bad Romance“)
- 2009: für „Most Downloaded Female Act in a Year in USA“
- 2010: für „Track with the most weeks on the US Hot Digital Songs Chart“ (Pokerface)
- 2011: für „Fastest-selling Single on iTunes“ (Born this Way)
- 2011: für „Best-selling Digital Album in United Kingdom“ (The Fame)
- 2011: für „Most Searched-For Female on the Internet“
- 2011: für „The Largest Gathering of Lady Gaga Impersonators“
- 2011: für „The Most Followers on Twitter“
- 2013: für „Most Famous Celebrity in the World“
- 2014: für „Most Followed Female Pop Singer on Twitter“
- 2015: für „Most Powerful Popstar in 2014“

### International Dance Music Awards
- 2009: für „Best Break-Through Artist (Solo)“
- 2009: für „Best Pop Dance Track“ (Just Dance) (mit Colby O’Donis)
- 2010: für „Best Music Video“ (Bad Romance)
- 2011: für „Best Pop Dance Track“ (Alejandro)

### Mnet Asian Music Awards
- 2009: „World Best Performance Award“

### MTV
- 2009: „Woman of the Year“
- 2010: „Woman of the Year“
- 2012: „Best Dressed Star Of 2012!“

### MTV Europe Music Awards
- 2009: für „Best New Artist“
- 2010: für „Best Pop“
- 2010: für „Best Song“ (Bad Romance)
- 2010: für „Best Female Artist“
- 2011: für „Biggest Fans“
- 2011: für „Best Female Artist“
- 2011: für „Best Song“ (Born This Way)
- 2011: für „Best Video“ (Born This Way)
- 2016: für „Best Female Artist“
- 2016: für „Best Look“
- 2020: für „Best Artist“
- 2020: für „Best US-Act“

### MTV O Music Awards
- 2011: für „Innovative Artist“
- 2011: für „Must Follow Artist on Twitter“

### MTV Platinum Video Plays Awards
- 2010: für „Telephone“
- 2010: für „Bad Romance“
- 2010: für „Alejandro“
- 2012: für „Born this Way“
- 2012: für „The Edge of Glory“
- 2012: für „You And I“

### MTV Video Music Awards
- 2009: für „Best New Artist“
- 2009: für „Best Special-Effects“ (Paparazzi)
- 2009: für „Best Art-Direction“ (Paparazzi)
- 2010: für „Video of the Year“ (Bad Romance)
- 2010: für „Best Pop Video“ (Bad Romance)
- 2010: für „Best Female Video“ (Bad Romance)
- 2010: für „Best Collaboration“ (Telephone) (mit Beyoncé)
- 2010: für „Best Dance Music Video“ (Bad Romance)
- 2010: für „Best Choreography“ (Bad Romance)
- 2010: für „Best Direction“ (Bad Romance)
- 2010: für „Best Editing“ (Bad Romance)
- 2011: für „Best Female Video“ (Born this Way)
- 2011: für „Best Video with a Message“ (Born this Way)
- 2020: für „Artist of the Year“
- 2020: für „Song of the Year“ (Rain on Me) (mit Ariana Grande)
- 2020: für „Best Collaboration“ (Rain on Me) (mit Ariana Grande)
- 2020: für „Best Cinematography“ (Rain on Me) (mit Ariana Grande)
- 2020: MTV Tricon Award[1]

### World Music Awards
- 2010: „Weltbeste weibliche Pop-Rock-Künstlerin“
- 2010: „Weltbeste Newcomerin“
- 2010: „Weltbeste Single“ (Poker Face)
- 2010: „Weltbestes Album“ (The Fame)
- 2010: „Best Selling Artist of America“

## Italien

### TRL Awards
- 2011: für „Wonder Woman Award“

## Irland

### Meteor Music Awards
- 2010: Best „International Female“

## Japan

### Billboard Japan Music Awards
- 2011: „für Billboard JAPAN Adult Contemporary of the Year“
- 2011: „Billboard JAPAN Digital and Overseas Airplay of the Year“

### CD Shop Awards
- 2010: „Grand Prix“ im Bereich Western Music für The Fame

### Japan Gold Disc Award
- 2010: für „Best New Artist International“
- 2010: für „Best New Artist“
- 2011: für „International Artist of the Year“
- 2012: für „Best Western Artist“
- 2012: für „Best Song“ (Born this Way)
- 2012: für „Best Album“ (Born this Way)
- 2013: für „Best Music Video“ (The Monster Ball Tour at Madison Square Garden)
- 2014: für „Best International Album“ (Artpop)

### MTV Video Music Awards Japan
- 2010: Best Dance Video (Poker Face)
- 2011: Best Dance Video (Born this way)
- 2011: Best Female Video (Born this way)
- 2011: Video of the Year (Born this way)
- 2014: Best Pop Video (Applause)

### Space Shower Music Awards
- 2010: Best International Video (Paparazzi)[2]

## Kanada

### MuchMusic Video Awards
- 2009: für „Best International Artist Video“ (Poker Face)
- 2011: für „Best International Artist Video“ (Judas)
- 2011: für „People's Choice: Favourite International Video“ (Born this way)

### Canadian Fragrance Awards
- 2013: „Customers Choice“ (FAME)

## Mexico

### Premios Oye
- 2009: Premios Oye for English - Album of the Year (The Fame)
- 2009: Premios Oye for English - Best New Artist
- 2009: Premios Oye for English - Record of the Year (Poker Face)
- 2010: Premios Oye for English - Album of the Year (The Fame)

### Premios Telehit
- 2011 für Artist of the Year

## Russland

### LOVE RADIO Awards
- 2008: für „Best New Artist“
- 2009: für „Best Female Singer“
- 2009: für „Best Video“ (Bad Romance)
- 2010: für „Best Female Singer“
- 2011: für „Singer of the Year“

## Polen

### ESKA Music Awards
- 2009: für „Best New Artist“
- 2011: für „Best International Artist“

## Schweden

### Beauty & Cosmetic Awards
- 2013: „Best Female Fragrance“

## Schweiz

### Swiss Music Award
- 2010: für „Best Song International“

## Spanien

### Los 40 Principales Awards
- 2010: für „Best International Song“ (Bad Romance)
- 2010: für „Best International Artist“

## Thailand

### Channel [V] Thailand Music Video Awards
- 2009: für „Popular International Music Video“ (Poker Face)
- 2009: für „Popular International Artist“

## Ungarn

### Fonogram Awards
- 2010: International Modern Pop/Rock Album (The Fame)

## Vereinigte Staaten

### Academy Awards
- 2019: Best Original Song für Shallow

### America’s Style Icon Awards
- 2011: für „Stil-Ikone 2011“

### ASCAP Pop Music Awards
- 2010: Ascap Pop Music Award - Most Performed Songs (Just Dance) feat. Colby O’Donis
- 2010: Ascap Pop Music Award - Most Performed Songs (Paparazzi)
- 2011: Ascap Pop Music Award - Most Performed Songs (Telephone) feat. Beyoncé
- 2012: Ascap Pop Music Award - Most Performed Songs (Born This Way)
- 2012: Ascap Pop Music Award - Most Performed Songs (The Edge of Glory)
- 2014: Ascap Pop Music Award - Most Performed Songs (Applause)

### American Music Awards
- 2010: „Favorite Pop/Rock Female Artist“
- 2017: „Favorite Pop/Rock Female Artist“
- 2020: „Favorite Electronic Dance Music Artist“

### CFDA Fashion Awards
2011: „Fashion Icon Award“

### BET Awards
- 2010: „Video of the Year“ für Telephone feat. Beyoncé

### Beauty & Cosmetic Awards
- 2013:  „Best Female Fragrance“ (Fame)

### Billboard Awards
- 2011: „Billboard's Rising Star Award“

### Billboard.com's Mid-Year Music Awards
- 2011: „Best Dressed“
- 2011: Radio 1's Big Weekend „Best Festival Performance“
- 2012: Madonna vs. Lady Gaga „Most Memorable Feud“
- 2013: Lady Gaga Cancels Tour Dates „Most Disappointing of 2013“
- 2014: „Most Buzzed-About Moment“ (Lady Gaga's paint-vomiting SXSW Performance)
- 2014: „Best Tour“ (ArtRave: The Artpop Ball)

### Billboard.com's Readers Poll
- 2011: „Most Overrated“
- 2011: „Best Fashion“
- 2012: „Most Memorable Feud“ (Madonna vs. Lady Gaga)
- 2012: „Most Anticipated Album of 2013“ (Artpop)
- 2013: „First-half MVP“
- 2013: „Best Fashion“
- 2013: „Favorite No. 1 Billboard 200 Album“ (Artpop)
- 2013: „Most Anticipated Event of 2013's Second Half“
- 2013: „Best Music Video“ (Applause)
- 2013: „Best Collaboration“ („Do What U Want“ feat. R. Kelly)
- 2013: „Best TV Performance“ (Lady Gaga on „Saturday Night Live“)
- 2013: „Most Disappointing of 2013“
- 2013: „Most Memorable Feud“
- 2013: „Most Anticipated Event of 2014“

### Billboard Year-End Chart Awards
- 2009: „Top New Artist“
- 2009: „Top Digital Songs Artist“
- 2009: „Top Pop Songs Artist“
- 2009: „Top Canadian Hot 100 Artist“
- 2009: „Top Dance/Electronic Artist“
- 2009: „Top Electronic/Dance Album“
- 2009: „Top European 100 Albums“
- 2009: „Top European Hot 100 Songs“
- 2010: „Top Artist“
- 2010: „Top Dance/Electronic Artist“
- 2010: „Top Artist Female Artist“
- 2010: „Top Electronic/Dance Album“
- 2010: „Top European Hot 100 Songs“
- 2010: „Top European 100 Albums“
- 2011: „Top Dance/Electronic Artist“
- 2011: „Top Electronic/Dance Album“

### Billboard Touring Awards
- 2010: „Breakthrough“
- 2010: „Concert Marketing & Promotion Award“
- 2012: „Eventful Fan's Choice Award for Best Tour Of The Year“ (The Born This Way Ball Tour)

### Billboard Music Awards
- 2011: für „Top Pop Artist“
- 2011: für „Top Dance Artist“
- 2011: für „Electronic/Dance Album“
- 2012: für „Top Dance Artist“
- 2012: für „Top Electronic/Dance Album“
- 2012: für „FAN Awards - Most Favorite Artist“
- 2012: für „FAN Awards - Most Stylish“

### Billboard Women in Music
- 2009: „Rising Star Award“
- 2015: „Women of the Year“

### BMI Award
- 2010: BMI Pop Awards Award-Winning Songs (Just Dance) feat. Colby O’Donis
- 2010: BMI Pop Awards Award-Winning Songs (Poker Face)
- 2010: BMI Pop Awards Award-Winning Songs (LoveGame)
- 2011: BMI Pop Awards Award-Winning Songs (Telephone) feat. Beyoncé
- 2011: BMI Pop Awards Award-Winning Songs (Alejandro)
- 2011: BMI Pop Awards Award-Winning Songs (Bad Romance)
- 2011: BMI Pop Awards Award-Winning Songs (Paparazzi)
- 2011: BMI Songwriters of the year
- 2012: BMI Pop Awards Award-Winning Songs (Born This Way)
- 2012: BMI Pop Awards Award-Winning Songs (The Edge of Glory)
- 2013: BMI Pop Awards Award-Winning Songs (Yoü and I)

### GLAAD Media Award
- 2010: Outstanding Music Artist
- 2012: Outstanding Music Artist

### Golden Globe Awards
- 2016: Auszeichnung als Beste Hauptdarstellerin – Mini-Serie oder TV-Film (American Horror Story)
- 2019: Auszeichnung als Bester Filmsong (Shallow aus A Star Is Born)
- 2019: Nominierung als Beste Hauptdarstellerin – Drama (A Star Is Born)
- 2022: Nominierung als Beste Hauptdarstellerin – Drama (House of Gucci)

### Goldene Himbeere
- 2014: Nominierung als Schlechteste Nebendarstellerin (Machete Kills)
- 2025: Nominierung als Schlechteste Schauspielerin (Joker: Folie à Deux)
- 2025: Nominierung als Schlechteste Filmpaarung (Joker: Folie à Deux)

### Grammy Awards
- 2010: für „Best Dance Recording“ (Poker Face)
- 2010: für „Best Electronic/Dance Album“ (The Fame)
- 2011: für „Best Pop Vocal Album“ (The Fame Monster)
- 2011: für „Best Female Vocal Pop Performance“ (Bad Romance)
- 2011: für „Best Short Form Music Video“ (Bad Romance)
- 2015: für „Bestes Gesangsalbum – Traditioneller Pop“ (Cheek to Cheek mit Tony Bennett)
- 2019: für „Best Pop Solo Performence“ (Joanne)
- 2019: für „Best Song Written for Visual Media“ (Shallow (Single) mit Bradley Cooper)
- 2019: für „Best Pop Duo/Group Performance“ (Shallow (Single) mit Bradley Cooper)
- 2020: für „Best Compilation Soundtrack for Visual Media“ (A Star Is Born (Soundtrack) mit Bradley Cooper)
- 2020: für „Best Song Written for Visual Media“ (I’ll Never Love Again (Film Version) mit Bradley Cooper)
- 2021: für „Best Pop Duo/Group Performance“ (Rain on Me) mit Ariana Grande

### iHeartRadio Music Awards
- 2016: für „Best Song from a Movie“ (Til It Happens to You)
- 2019: für „Song That Left Us Shook“ (I'll Never Love Again)

### Kaiet Music Awards
- 2010: für „Best Female Video“ (Poker Face)
- 2010:  für „Best Pop Video“ (Poker Face)
- 2010: für „Best Video“ (Poker Face)
- 2010: für „Best Choreography on a Video“ (Poker Face)
- 2010: für „Best Video in English“ (Poker Face)
- 2010: für „Video of the Year“ (Poker Face)

### Latin Billboard Music Award
- 2010: Latin Billboard Music Awards for Crossover Artist of the Year, Solo

### Los Premios MTV Latinoamérica
- 2009: für „Song of the Year“ (Poker Face)
- 2009: für „Best New International Artist“

### NewNowNext Awards
- 2011: „Always Next, Forever Next Award“
- 2013: „Most Innovative Charity of the Year“

### Perezzies Award
- 2009: für „Best Song“ (Bad Romance)
- 2009: für „CELEB OF THE YEAR“
- 2010: für „Biggest Rebel“
- 2010: für „Best Publicity Stunt“
- 2010: für „CELEB OF THE YEAR“

### People’s Choice Awards
- 2010: „Favorite Pop Artist“
- 2010: „Favorite Breakout Artist“
- 2012: „Favorite Album of the Year“ (Born This Way)

### Polldaddy.com
- 2012: „Most Stylish Lady Of 2012“

### Pollstar Awards
- 2012: „Major Tour Of The Year“ (Monsterball)

### PopCrush Media Awards
- 2011: „PopCrush Artist of the Year“
- 2011: „Album of the Year“ (Born This Way)
- 2011: „Song of the Year“ (The Edge of Glory)
- 2011: „Video of the Year“ (Born This Way)
- 2011: „Best live Act“
- 2011: „Best Magazine Cover“ (on V)
- 2011: „Biggest Headline“ (2011 MTV VMAs as Alter Ego Joe Calderone)
- 2011: „Best Humanitarian“

### Popjustice Awards
- 2008: „Best New Act“
- 2009: „Best Single“ (Poker Face)
- 2009: „Best Album“ (The Fame Monster)
- 2009: „Best Video“ (Bad Romance)
- 2009: „Best New Act“
- 2010: „Best Popstar Twitter User“
- 2010: „Established Act Most Likely to Save Pop (Not That It Needs Saving) in 2011“
- 2010: „The Flood Female Responsible for the Future of Civilisation“
- 2010: „Best Collaboration“ (Lady Gaga and Beyonce Knowles)
- 2010: „Best Lady Gaga Moment“ (Lady Gaga's Meat Dress)
- 2011: „Shoddiest Video“ (The Edge of Glory)
- 2011: „What Should Lady Gaga Do Next?“
- 2012: „Established Act Most Likely to Save Pop in 2013“
- 2012: „Live Act Who Comes Closest to Justifying Absurd Ticket Price“
- 2013: „Most Ridiculous Recording Artist“
- 2013: „Most Annoying Online Fanbase“
- 2013: „Best Video“ (Applause)
- 2013: „Best Single“ (Do What U Want)
- 2013: „Best Album“ (Artpop)

### StarShine Music Awards
- 2009: „Best Dance Song“ (Just Dance)
- 2009: „Favorite Female Artist“
- 2009: „Best New Artist“
- 2009: „Song of the Year“ (Poker Face)
- 2009: „Album of the Year“ (The Fame)
- 2010: „Favorite Female Artist“

### SLDN Randy Shilts Visibility Award
- 2011

### Teen Choice Awards
- 2009: „Choice Music: Hook Up“ (Just Dance feat. Colby O’Donis)
- 2010: „Summer Music Star, Female“
- 2010: „Choice Female Artist“

### The PopCrush Music Awards
- 2011: Artist of the Year
- 2011: Album of the Year (Born This Way)
- 2011: Song of the Year (The Edge of Glory)
- 2011: Video of the Year (Born This Way)
- 2011: Best live Performer
- 2011: Best Magazine Cover (on V)
- 2011: Biggist Headline (2011 MTV VMAs as Alter Ego Joe Calderone)
- 2011: Best Humanitarian

### TIME Magazine
- 2010: „Fashion Statement des Jahres 2010“
- 2013: „Queen of Pop“

### Trevor Projekt Awards
- 2011: „Hero of the Year“

### Vh1 „Do Something!“ Awards
- 2011: „Do Something! Award for DO SOMETHING Facebook“

### Vogue Magazine
- 2010: „Best Dressed of the Year“

### Webby Awards
- 2013: „Celebrity/Fan“ (Gaga’s Workshop)

## Vereinigtes Königreich
ACE Awards
- 2009: „Stylemaker Award“

ADL Awards
- 2015: „Making a Difference Award“

### Big Women Of The Year Award
- 2011: „Big Women Of The Year Award“

### Brit Awards
- 2010: für „Best International Female Artist“
- 2010: für „Best International Breakthrough“
- 2010: für „Album Of The Year“ (The Fame)

### British Academy Film Awards
- 2019: für „Best Original Music“ (Shallow (Single) mit Bradley Cooper)

### BT Digital Music Awards
- 2010: Best International Artist or Group

### Fifi Awards
- 2013: FAME „Best New Celebrity Fragrance“

### Glamour Women of the Year Awards
- 2013: „Woman of the Year Award“

### iTunes
- 2010: Best Album (The Fame Monster)
- 2010: Best Song (Telephone)

### MTV
- 2012: Star of 2012

### MP3 Music Awards
- 2009: The RCD Award - Radio / Charts / Downloads (LoveGame)

### NME Awards
- 2010: für „Bestes Outfit“
- 2010: für „Schlechtestes Outfit“
- 2011: für „Held des Jahres“
- 2012: für „BestE Band Blog oder Twitter“

### Q Awards
- 2009: für „Best Video“ (Just Dance)

### The Record of the Year
- 2009: für „Record of the Year“ (Poker Face)
- 2010: für „Record of the Year“ (Bad Romance)
- 2011: für „Record of the Year“ (Born this Way)

### UK Music Video Awards
- 2009: für „Best International Video“ (Paparazzi)
- 2010: für „Best International Video“ (Bad Romance)

### Virgin Media Music Awards
- 2009: für „Best Album“ (The Fame)
- 2009: für „Shameless Publicity Seeker“
- 2010: für „Best Collaboration“ (mit Beyoncé Knowles)
- 2012: für „Hottest Female“
- 2012: für „Best Solo Female“
- 2012: für „Best Album“ (Born this Way)
- 2012: für „Best Video“ (Born this Way)
- 2012: für „Best Track“ (Born this Way)